# Jānis Ozols
Jānis Ozols (Jūrmala, 4 dicembre 1972) è un ex bobbista lettone.

## Biografia
Ha iniziato a competere nel 1994 come frenatore per la squadra nazionale lettone. Nel 1995 ha conseguito la laurea in economia all'Università della Lettonia. Ha prevalentemente gareggiato negli equipaggi pilotati da Sandis Prūsis e ha conquistato due vittorie di tappa in Coppa del Mondo nel bob a quattro, entrambe ottenute nella stagione 2002/03.
Ozols ha partecipato a tre edizioni di giochi olimpici invernali: a Nagano 1998 terminò la gara di bob a quattro al sesto posto e a Salt Lake City 2002 fu invece settimo nella stessa disciplina, in entrambe le edizioni con Prūsis a guidare gli equipaggi. Quattro anni dopo, a Torino 2006, si classificò invece al decimo posto nel bob a quattro con Jānis Miņins alla guida della slitta.
Ai campionati mondiali ha totalizzato quali migliori piazzamenti il quinto posto nel bob a quattro ottenuto in due occasioni: ad Altenberg 2000 e a Lake Placid 2003 e il decimo nella disciplina biposto, raggiunto sia a Cortina d'Ampezzo 1999 che nell'edizione 2000. 
Agli europei ha vinto invece una medaglia d'oro e una d'argento, conquistando il titolo continentale nel bob a quattro a Winterberg 2003 con Sandis Prūsis, Jānis Silarājs e Mārcis Rullis, mentre arrivò secondo a Cortina d'Ampezzo 2000. Ha inoltre vinto un titolo nazionale nel bob a due.
Si ritirò dall'attività agonistica al termine delle olimpiadi di Torino 2006 e nel 2010 venne chiamato da Prūsis, nel frattempo diventato capo allenatore della nazionale lettone di bob, per affiancarlo come preparatore atletico, incarico che ricopre attualmente.

## Palmarès

### Europei
- 2 medaglie:
  - 1 oro (bob a quattro a Winterberg 2003);
  - 1 argento (bob a quattro a Cortina d'Ampezzo 2000).

### Coppa del Mondo
- 9 podi[3]:
  - 2 vittorie (nel bob a quattro);
  - 5 secondi posti (1 nel bob a due, 4 nel bob a quattro);
  - 2 terzi posti (nel bob a quattro).

#### Coppa del Mondo - vittorie[3]
| Data             | Luogo             | Paese    | Disciplina                                                           |
| ---------------- | ----------------- | -------- | -------------------------------------------------------------------- |
| 15 dicembre 2002 | Cortina d'Ampezzo | Italia   | a quattro con Sandis Prūsis (pilota), Mārcis Rullis e Jānis Silarājs |
| 26 gennaio 2003  | Winterberg        | Germania | a quattro con Sandis Prūsis (pilota), Jānis Silarājs e Mārcis Rullis |

### Campionati lettoni
- 1 medaglia[1]:
  - 1 oro[2] (bob a due nel 1999);